# The Great Lost Kinks Album
The Great Lost Kinks Album es un álbum de material inédito de la banda británica de rock The Kinks. Se lanzó en 1973 a través de Reprise Records después de que la banda ya hubiese firmado con RCA Records. Las pistas fueron grabadas entre 1966 y 1970 y las cintas maestras se mandaron a Reprise a comienzos de 1970 para así zanjar sus obligaciones contractuales con el sello.

## Lista de canciones
- Todas las canciones compuestas por Ray Davies, excepto donde se indique lo contrario

### Cara A
Intro: The Ballad of the Virgin Soldiers 
1. "Til Death Do Us Part" – 3:12 -mono
2. "There Is No Life Without Love" (Dave Davies/Ray Davies) – 1:55 -mono
3. "Lavender Hill"* – 2:53 -mono
4. "Groovy Movies"* – 2:30 -stereo
5. "Rosemary Rose"* – 1:43 -mono
6. "Misty Water"* – 3:01 -stereo
7. "Mister Songbird"* – 2:24 -stereo

Tell Me Know So I'll know

### Cara B
1. "When I Turn off the Living Room Light" – 2:17 -mono
2. "The Way Love Used to Be" – 2:11 -stereo
3. "I'm Not Like Everybody Else" — 3:29 -mono
4. "Plastic Man" – 3:00 -mono
5. "This Man He Weeps Tonight"(Dave Davies) – 2:38 -stereo
6. "Pictures in the Sand" – 2:45 -mono
7. "Where Did the Spring Go?"* – 2:10 -mono

- *Sólo aparece en la edición deluxe de 3CD The Village Green Preservation Society